# Eidolon (groupe)
Pour les articles homonymes, voir Eidolon.
Eidolon est un groupe canadien de power metal, originaire de Toronto, Ontario. Formé en 1993 par deux frères, Shawn et Glen Drover (futurs membres du groupe Megadeth), le groupe se sépare en 2007 après sept albums studio. Le groupe revient en 2015 avec la sortie d'un single intitulé Leave this World Behind.

## Biographie
Eidolon est formé en 1993 par deux frères, Shawn et Glen Drover (futurs membres du groupe Megadeth),,. En 1994, le groupe enregistre sa première démo intitulé The Blue Tape.
Le groupe signe au label Metal Blade Records, mais s'en sépare en 2004. Eidolon signe peu après au label Escapi Records. Le groupe compte au total sept albums studio à cette période. En mai 2004, le groupe se sépare de son chanteur Pat Mulock pour des raisons musicales et personnelles d'après un communiqué officiel. En 2005, Eidolon annonce l'arrivée d'un nouveau chanteur, Nils K. Rue (Pagan's Mind). En 2006, le groupe publie son septième album, The Parallel Otherworld. Dans une entrevue effectuée en 2010, le fondateur et batteur Shawn Drover ne prévoit aucun projet futur d'enregistrement avec le groupe.
Le groupe revient en 2015 avec la sortie d'un single intitulé Leave this World Behind. Drover explique : « Pour être honnête, on ne s'est jamais séparé, on a juste décidé de mettre le groupe en pause... »

## Membres

### Derniers membres
- Shawn Drover – batterie (depuis 1993)[4]
- Glen Drover – guitare (depuis 1993)[4]
- Adrian Robichaud – basse (depuis 2000)[4]
- Nils K. Rue – chant (depuis 2004)[4]

### Anciens membres
- John Tempest – basse (1994-1995)[4]
- Criss Bailey – basse (1996-1997)[4]
- Slav Simanic – guitare (1996)[4]
- Brian Soulard – chant (1996-2001)[4]
- Pat Mulock – chant (2001-2003)[4]

## Discographie
- 1994 : The Blue Tape (démo)
- 1996 : Zero Hour
- 1997 : Seven Spirits
- 2000 : Nightmare World
- 2001 : Hallowed Apparition
- 2002 : Coma Nation
- 2003 : Apostles of Defiance
- 2003 : Sacred Shrine (compilation)
- 2006 : The Parallel Otherworld
- 2015 : Leave this World Behind (single)